# Meistera sudae
Meistera sudae là một loài thực vật có hoa trong họ Gừng. Loài này được Otakar Šída và Jana Leong-Škorničková mô tả khoa học đầu tiên năm 2019.

## Phân bố
Loài này có tại Vườn quốc gia Bidoup – Núi Bà, tỉnh Lâm Đồng, Việt Nam.

## Từ nguyên
Tính từ định danh sudae để vinh danh giáo sư người Cộng hòa Séc Jan Suda (1974–2017), người sáng lập trường phái phép đo tế bào theo luồng của thực vật (plant flow cytometry).